# Andrea Aiuti
 Andrea Aiuti (ur. 17 czerwca 1849 w Rzymie, zm. 28 kwietnia 1905 tamże) – włoski duchowny rzymskokatolicki.

## Życiorys
Był synem Pietro Aiuti, pochodzącego ze szlacheckiej rodziny pochodzącej z Trapani, i Teresy Ramella-Ragnina-Leoni, z Genui i Mesyny. Studiował w Papieskim Ateneum Rzymskim Świętego Apollinara, obecnie Papieski Uniwersytet Świętego Krzyża, gdzie uzyskał doktoraty z filozofii, teologii i prawa kanonicznego. Święcenia kapłańskie przyjął 22 września 1871 w Rzymie. Był sekretarzem arcybiskupa Cesare Roncettiego. W 1876 odbył staż w Brazylii. Konsekrowany 1 maja 1887 w katedrze w Bombaju przez George'a Portera SJ, pierwszego arcybiskupa Bombaju. Delegat apostolski w Indiach Zachodnich (1887-1891), nuncjusz apostolski w Bawarii (1893-1896), i Portugalii (1896-1903). Tytularny arcybiskup  Acrida (1887-1893) i Tamiathis  (1893-1903). Kreowany kardynałem prezbiterem  na konsystorzu 22 czerwca 1903 przez Leona XIII. Uczestnik konklawe w 1903. Zmarł 28 kwietnia 1905 w Rzymie o powikłaniach związanych z chorobą wątroby. Został pochowany w grobowcu rodzinnym na cmentarzu Campo Verano w Rzymie. W Rzymie znajduje się ulica nazwana jego imieniem.